# دانشگاه علوم پزشکی شهید صدوقی یزد

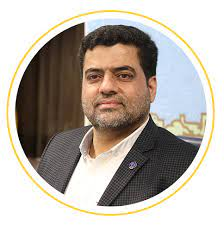
رئیس دانشگاه علوم پزشکی یزد از سال 1401

دانشگاه علوم پزشکی و خدمات بهداشتی درمانی شهید صدوقی یزد با نام مستعار دانشگاه علوم پزشکی یزد دانشگاهی وابسته به وزارت بهداشت، درمان و آموزش پزشکی در شهر یزد است.
این دانشگاه پس از انقلاب اسلامی در استان یزد پایه‌گذاری شد. هم‌اکنون این دانشگاه در ردیف دانشگاه‌های علوم پزشکی تیپ ۱ کشور می‌باشد و مردم استان‌های همجوار برای درمان به مراکز درمانی وابسته به این دانشگاه مراجعه می‌کنند.  طی حکمی از سوی وزیر بهداشت دکتر سید مهدی هاشمی باجگانی   به عنوان رئیس این دانشگاه جایگزین دکتر خطیبی  رییس سابق دانشگاه شد.
 دکتر سید جلیل میرمحمدی میبدی نایب رییس اول کمیسیون بهداشت و درمان مجلس پیش از دکتر میرجلیلی (از سال 84 تا 92) به مدت  هشت سال ریاست دانشگاه علوم پزشکی شهید صدوقی یزد را برعهده داشت.

## تاریخچه

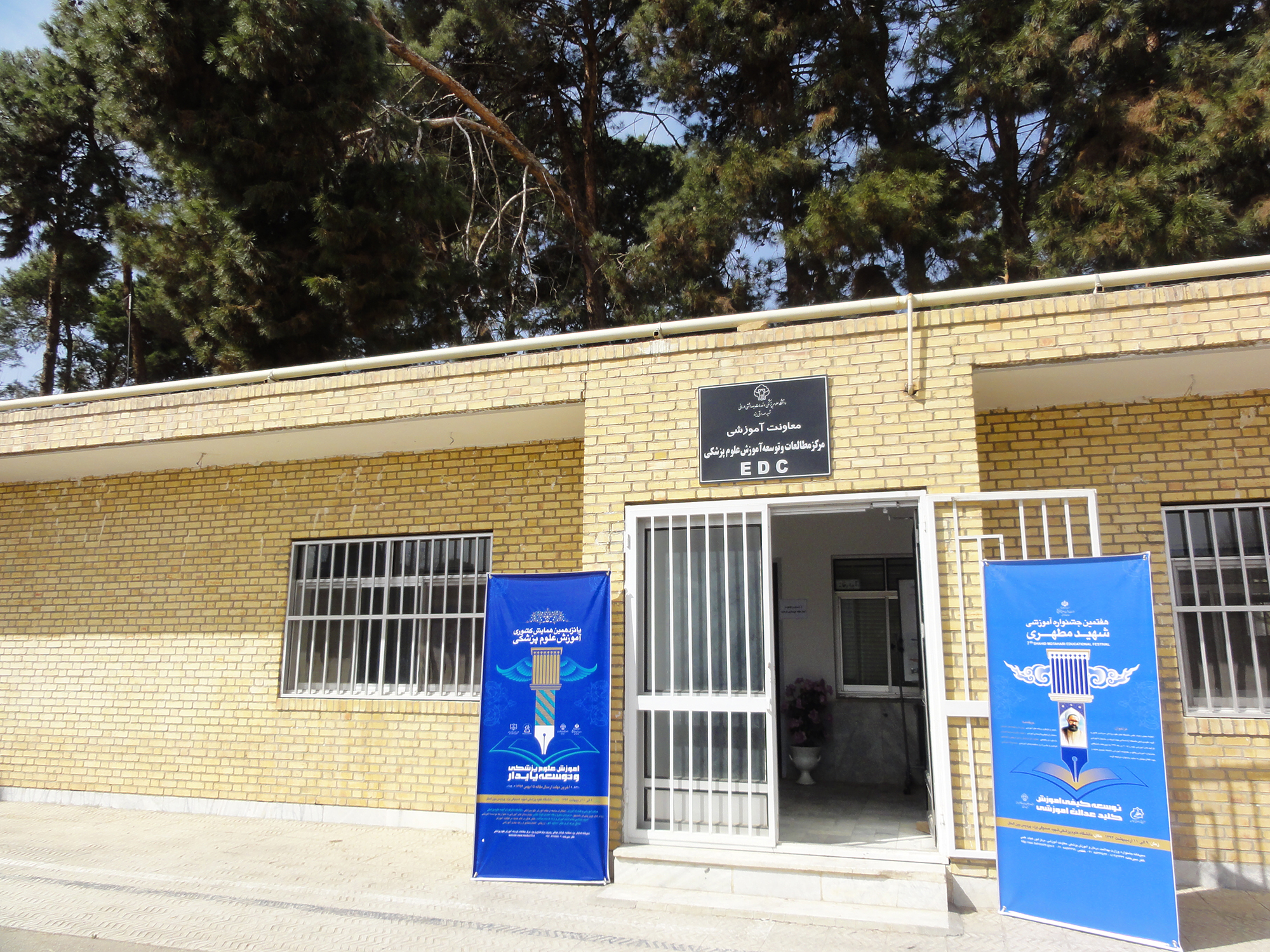
مرکز مطالعات و توسعه آموزش علوم پزشکی دانشگاه علوم پزشکی یزد

در سال ۱۳۶۲ با تلاش محمد صدوقی اولین دانشکده پزشکی بعد از پیروزی انقلاب اسلامی، در یزد با پذیرش ۳۳ دانشجوی پزشکی شروع به‌کار نمود و در تداوم آن دانشکده‌های پرستاری و مامایی و پیراپزشکی ایجاد شد. سپس در سال ۱۳۷۳ با توجه به طرح ادغام دانشکده‌های پزشکی در وزارت بهداشت، درمان و آموزش پزشکی به دانشگاه علوم پزشکی و خدمات بهداشتی درمانی شهید صدوقی یزد مبدل گردید.
در ادامه تلاش‌های مستمر دانشگاه، دانشکده‌های بهداشت و دندانپزشکی نیز به این مجموعه افزوده شد، و اکنون با پذیرش دانشجو در ۱۷ رشته تحصیلی در مقاطع مختلف کاردانی، کارشناسی، کارشناسی ارشد و دکترای حرفه ای و همچنین ۷ رشته تخصصی و یک مقطع فلوشیپ نازایی در جهت آموزش علوم پزشکی به فعالیت خود ادامه می‌دهد. همچنین ارائه خدمات بهداشتی درمانی را با ۵۱ مرکز بهداشتی درمانی شهری، ۴۱ مرکز بهداشتی درمانی روستایی، ۲۱۹ خانه بهداشت و ۳۲ پایگاه بهداشتی (علاوه بر ارائه مراقبتهای بهداشتی)، ۵ بیمارستان تخصصی و فوق تخصصی در مرکز استان و ۹ بیمارستان عمومی در شهرستان‌های تابعه عرضه داشته و محیط آموزشی جهت دانشجویان رشته‌های علوم پزشکی را فراهم آورده‌است.

## معرفی دانشگاه
این دانشگاه دارای ۷ معاونت، ۱۰ دانشکده و بیش از ۱۸ مراکز تحقیقاتی، ۱۲ بیمارستان و ۱۰ شبکه بهداشتی است.

## معاونت‌ها
- معاونت غذا و دارو : نظارت بر تولید و توزیع بهداشتی مواد غذایی و روند تولید دارو در استان را بر عهده دارد.
- معاونت دانشجویی و فرهنگی: توسعه خدمات و ارتقاء فرهنگ دانشجویی در سطح دانشگاه بر عهده این معاونت است.
- معاونت درمان: ارائه شایسته خدمات درمانی و تلاش در جهت ارتقای سلامت استان یزد بر عهده این معاونت است.
- معاونت آموزشی: اداره کلیه امور آموزشی و ارتقاء کیفیت آموزشی دانشگاه بر عهده این معاونت است.
- معاونت تحقیقات و فناوری: فراهم‌سازی بستر مناسب برای انجام پروژه‌های تحقیقاتی در حیطه سلامت و توانمندسازی و ایجاد انگیزه در محققان دانشگاه در امر پژوهش می‌باشد.
- معاونت توسعه مدیریت و منابع: به عنوان مسئول تأمین منابع مورد نیاز سایر معاونت‌ها و واحدهای مختلف دانشگاه می‌باشد.
- معاونت بهداشتی: هر آنچه سلامتی را برای جامعه به ارمغان می‌آورد در گروی رعایت نکات بهداشتی است.

## دانشکده‌ها
- دانشکده پزشکی
- دانشکده دندانپزشکی
- دانشکده داروسازی
- دانشکدهٔ پیراپزشکی
- دانشکدهٔ بهداشت
- دانشکدهٔ پرستاری و مامایی
- دانشکدهٔ علوم پزشکی میبد
- دانشکدهٔ مجازی
- دانشکدهٔ پیراپزشکی ابرکوه
- دانشکدهٔ طب سنتی اردکان

## بیمارستان‌ها
- شهید آیت‌الله بهشتی تفت
- امام جعفر صادق میبد
- ضیایی اردکان
- فاطمه الزهرا مهریز
- آیت‌الله خاتمی خاتم
- ولیعصر بافق
- خاتم‌الانبیاء ابرکوه
- سوانح و سوختگی شهید صدوقی یزد
- بیمارستان شهید صدوقی یزد
- بیمارستان شهید دکتر رهنمون
- بیمارستان محمد صادق افشار یزد
- بیمارستان روانپزشکی استان یزد

## مراکز تحقیقاتی
- پژوهشکدهٔ علوم تولید مثل
- مرکز تحقیقاتی گیاهان دارویی
- مرکز تحقیقاتی رفتارهای بهداشتی
- مرکز تحقیقاتی سیاست‌گذاری سلامت
- مرکز تحقیقاتی مدیریت بیمارستانی
- مرکز تحقیقاتی بیماری‌های بینی و سینوس
- مرکز تحقیقاتی بیماری‌های ناشی از صنعت
- مرکز تحقیقاتی خون و سرطان
- مرکز تحقیقاتی دیابت
- مرکز تحقیقاتی پرتو درمانی
- مرکز تحقیقاتی علوم و فناوری‌های محیط زیست
- مرکز تحقیقاتی قلب و عروق
- مرکز تحقیقاتی بیماری‌های عفونی و گرمسیری
- مرکز تحقیقاتی تروما
- مرکز تحقیقاتی زیست پزشکی اعصاب
- مرکز تحقیقاتی اختلالات رشد کودکان
- مرکز تحقیقاتی ایمنی و بهداشت محیط کار
- مرکز تحقیقاتی تشخیص مولکولی مخاطرات مواد غذایی

## شبکه‌های بهداشت و درمان
- شبکه بهداشت و درمان یزد
- شبکه بهداشت و درمان ابرکوه
- شبکه بهداشت و درمان تفت
- شبکه بهداشت و درمان اردکان
- شبکه بهداشت و درمان میبد
- شبکه بهداشت و درمان مهریز
- شبکه بهداشت و درمان بافق
- شبکه بهداشت و درمان بهاباد
- شبکه بهداشت و درمان خاتم
- شبکه بهداشت و درمان اشکذر
- شبکه بهداشت و درمان صدوق

## مهمترین فعالیت‌ها
گسترش آموزش پزشکی در رشته‌های مختلف در کلیه مقاطع تحصیلی، ارائه خدمات درمانی مناسب با قیمت واقع بینانه، انجام امور علمی و پژوهشی وسیع و مناسب، سرمایه‌گذاری در رشته‌های جدید و علوم مختلف پزشکی قسمت کوچکی از کارهای انجام شده می‌باشد.